# Чондон
Чондо́н (якут. Чондоон) — річка у Росії. Протікає територією Усть-Янського району Якутії.
Довжина річки складає 606 км. Площа водозбірного басейну — 18900 км². За площею басейну Чондон посідає 12-е місце серед річок Якутії та 59-е — у Росії .
Бере джерело на північних схилах Селенняхського хребта . Протікає в основному по Яно-Індигірській низовині в меридіональному напрямку, в середній і нижній течії сильно заболоченою місцевістю. Впадає в Чондонську губу Янської затоки моря Лаптєвих.
Річка замерзає у жовтні та залишається під крижаним покривом до червня. Живлення снігове та дощове. Середньорічна витрата води в гирлі 20 м³/с (об'єм стоку 0,631 км³/с) .
У гирлі річки живуть муксун, нельма, омуль, ряпушка .